# Альберто Палоскі
Альберто Палоскі (італ. Alberto Paloschi, нар. 4 січня 1990, К'ярі, Італія) — італійський футболіст, нападник клубу «Сієна». Виступав за молодіжну збірну Італії.

## Клубна кар'єра
Вихованець футбольної школи клубу «Мілан». Дорослу футбольну кар'єру розпочав 2007 року в основній команді того ж клубу, в якій провів один сезон, взявши участь у 7 матчах чемпіонату.
Своєю грою за цю команду привернув увагу представників тренерського штабу клубу «Парма», до складу якого приєднався 2008 року. Відіграв за пармську команду наступні три сезони своєї ігрової кар'єри.
На початку 2011 року перейшов до клубу «Дженоа», але вже влітку став гравцем «К'єво», в якому провів наступні 4,5 сезони.
29 січня 2016 року підписав контракт на 3,5 роки з англійським «Свонсі Сіті». Проте вже за півроку, у червні того ж 2016 року, повернувся на батьківщину, ставши гравцем «Аталанти».
Влітку 2017 року на правах оренди з правом викупу перейшов до клубу СПАЛ, який згодом викупив контракт нападника. Відіграв у його складі два з половиною сезони, після чого другу половину сезону 2019/20 провів в оренді в «Кальярі». Останній рік свого контракту із СПАЛ захищав його кольори на рівні другого італійського дивізіону.
Влітку 2021 року на правах вільного агента приєднався до третьолігової «Сієни».

## Виступи за збірні
2006 року дебютував у складі юнацької збірної Італії, взяв участь у 20 іграх на юнацькому рівні, відзначившись 8 забитими голами.
Протягом 2008–2011 років залучався до складу молодіжної збірної Італії. На молодіжному рівні зіграв у 30 офіційних матчах, забив 9 голів.

## Статистика виступів

### Статистика клубних виступів
Станом на 18 вересня 2022 року
| Сезон             | Команда           | Чемпіонат         | Чемпіонат | Чемпіонат | Національний кубок | Національний кубок | Національний кубок | Континентальні кубки | Континентальні кубки | Континентальні кубки | Інші змагання | Інші змагання | Інші змагання | Усього | Усього |
| Сезон             | Команда           | Ліга              | Ігор      | Голів     | Ліга               | Ігор               | Голів              | Ліга                 | Ігор                 | Голів                | Ліга          | Ігор          | Голів         | Ігор   | Голів  |
| ----------------- | ----------------- | ----------------- | --------- | --------- | ------------------ | ------------------ | ------------------ | -------------------- | -------------------- | -------------------- | ------------- | ------------- | ------------- | ------ | ------ |
| 2007-08           | «Мілан»           | A                 | 7         | 2         | КІ                 | 2                  | 2                  | ЛЧ                   | 0                    | 0                    | —             | —             | —             | 9      | 4      |
| 2008-09           | «Парма»           | B                 | 39        | 12        | КІ                 | —                  | —                  | —                    | —                    | —                    | —             | —             | —             | 39     | 12     |
| 2009-10           | «Парма»           | A                 | 17        | 4         | КІ                 | 1                  | 0                  | —                    | —                    | —                    | —             | —             | —             | 18     | 4      |
| 2010–11           | «Парма»           | A                 | 1         | 0         | КІ                 | 0                  | 0                  | —                    | —                    | —                    | —             | —             | —             | 1      | 0      |
| Усього за «Парму» | Усього за «Парму» | Усього за «Парму» | 57        | 16        |                    | 1                  | 0                  |                      | —                    | —                    |               | —             | —             | 58     | 16     |
| 2011              | «Дженоа»          | A                 | 12        | 2         | КІ                 | —                  | —                  | —                    | —                    | —                    | —             | —             | —             | 12     | 2      |
| 2011-12           | «К'єво»           | A                 | 32        | 5         | КІ                 | 4                  | 1                  | —                    | —                    | —                    | —             | —             | —             | 36     | 6      |
| 2012-13           | «К'єво»           | A                 | 20        | 7         | КІ                 | 0                  | 0                  | —                    | —                    | —                    | —             | —             | —             | 20     | 7      |
| 2013-14           | «К'єво»           | A                 | 34        | 13        | КІ                 | 3                  | 2                  | —                    | —                    | —                    | —             | —             | —             | 37     | 15     |
| 2014-15           | «К'єво»           | A                 | 37        | 9         | КІ                 | 1                  | 0                  | —                    | —                    | —                    | —             | —             | —             | 38     | 9      |
| 2015-січ. 2016    | «К'єво»           | A                 | 21        | 8         | КІ                 | 1                  | 0                  | -                    | -                    | -                    | -             | -             | -             | 22     | 8      |
| Усього за «К'єво» | Усього за «К'єво» | Усього за «К'єво» | 144       | 42        |                    | 9                  | 3                  |                      | -                    | -                    |               | -             | -             | 153    | 45     |
| січ.-черв. 2016   | «Свонсі Сіті»     | ПЛ                | 10        | 2         | КА+КЛ              | -                  | -                  | -                    | -                    | -                    | -             | -             | -             | 10     | 2      |
| 2016–17           | «Аталанта»        | A                 | 13        | 0         | КІ                 | 1                  | 0                  | -                    | -                    | -                    | -             | -             | -             | 14     | 0      |
| 2017–18           | СПАЛ              | A                 | 36        | 7         | КІ                 | 1                  | 0                  | -                    | -                    | -                    | -             | -             | -             | 37     | 7      |
| 2018–19           | СПАЛ              | A                 | 23        | 2         | КІ                 | 2                  | 0                  | -                    | -                    | -                    | -             | -             | -             | 25     | 2      |
| 2019-січ. 2020    | СПАЛ              | A                 | 10        | 0         | КІ                 | 2                  | 1                  | -                    | -                    | -                    | -             | -             | -             | 12     | 1      |
| січ.-черв. 2020   | «Кальярі»         | A                 | 7         | 0         | КІ                 | 0                  | 0                  | -                    | -                    | -                    | -             | -             | -             | 7      | 0      |
| 2020–21           | СПАЛ              | B                 | 26        | 7         | КІ                 | 2                  | 1                  | -                    | -                    | -                    | -             | -             | -             | 28     | 8      |
| Усього за СПАЛ    | Усього за СПАЛ    | Усього за СПАЛ    | 95        | 16        |                    | 7                  | 2                  |                      | -                    | -                    |               | -             | -             | 102    | 18     |
| 2021–22           | «Сієна»           | C                 | 21        | 4         | КІ-C               | 0                  | 0                  | -                    | -                    | -                    | -             | -             | -             | 21     | 4      |
| 2022–23           | «Сієна»           | C                 | 4         | 2         | КІ-C               | 0                  | 0                  | -                    | -                    | -                    | -             | -             | -             | 4      | 2      |
| Усього за «Сієну» | Усього за «Сієну» | Усього за «Сієну» | 25        | 6         |                    | 0                  | 0                  |                      | -                    | -                    |               | -             | -             | 25     | 6      |
| Усього за кар'єру | Усього за кар'єру | Усього за кар'єру | 370       | 86        |                    | 20                 | 7                  |                      | 0                    | 0                    |               | -             | -             | 390    | 93     |

## Досягнення
- Володар Суперкубка Італії з футболу: 2011